# Палпа (район)
Палпа (непальск. पाल्पा जिल्ला) — один из 75 районов Непала. Входит в состав зоны Лумбини, которая, в свою очередь, входит в состав Западного региона страны. Административный центр — город Тансен.
Граничит с районом Аргхакханчи (на западе), районом Гулми (на северо-западе), районом Рупандехи (на юге), районом Навалпараси (на востоке), районами Сьянгджа и Танаху зоны Гандаки (на севере). Площадь района составляет 1373 км².
Население по данным переписи 2011 года составляет 261 180 человек, из них 115 840 мужчин и 145 340 женщин. По данным переписи 2001 года население насчитывало 268 558 человек. 90,52 % населения исповедуют индуизм; 7,82 % — буддизм; 0,88 % — христианство и 0,47 % — ислам.